# Nebelstein
Nebelstein är ett berg i Österrike.   Det ligger i distriktet Gmünd och förbundslandet Niederösterreich, i den nordöstra delen av landet, 130 km väster om huvudstaden Wien. Toppen på Nebelstein är 1 017 meter över havet, eller 137 meter över den omgivande terrängen. Bredden vid basen är 8,4 km.
Terrängen runt Nebelstein är huvudsakligen lite kuperad. Närmaste större samhälle är Groß Gerungs, 17,4 km sydost om Nebelstein. 
I omgivningarna runt Nebelstein växer i huvudsak blandskog. Runt Nebelstein är det ganska glesbefolkat, med 48 invånare per kvadratkilometer.